# Henry Mayer
Henry Mayer (ur. 16 stycznia 1878 w Hanowerze  – zm. 3 maja 1953 w Hildesheim) – niemiecki kolarz torowy, trzykrotny medalista mistrzostw świata.

## Kariera
Pierwszy sukces w karierze Henry Mayer osiągnął w 1904 roku, kiedy zdobył brązowy medal w sprincie indywidualnym zawodowców podczas mistrzostw świata w Londynie. W zawodach tych wyprzedzili go jedynie Amerykanin Iver Lawson oraz Duńczyk Thorvald Ellegaard. Wynik ten powtórzył na mistrzostwach świata w Antwerpii w 1905 roku, a podczas rozgrywanych w 1907 roku mistrzostw świata w Paryżu zajął drugie miejsce za Francuzem Émile'em Friolem. W 1904 roku zwyciężył w Grand Prix Paryża, 19 lat później, w wieku 45 lat zdobył brązowy medal mistrzostw kraju w sprincie. Nigdy nie wystąpił na igrzyskach olimpijskich.